# Moravice
Moravice (do 1919. Komorske Moravice, zatim Srpske Moravice do 1991. a u službenoj uporabi do 1996.) naselje su u sjeverozapadnoj Hrvatskoj, u Primorsko-goranskoj županiji. Administrativno pripadaju gradu Vrbovskome.

## Zemljopisni položaj
Moravice se nalaze na nadmorskoj visini od 422 metra. Naselje je raspoređeno u više sela koja se protežu na dva brijega između kojih protječe rijeka Dobra, a to su redom: 
Komlenići, Radoševići, Mlinari, Tići, Žakule, Carevići, Vukšići, Matići, Petrovići, Donji Vučkovići i Gornji Vučkovići, Vučinići, Jakšići, Dokmanovići, Dragovići, Nikšići, Vukelići, Bunjevci, Mišljenovići, Tomići, Plandište, Radigojna, Topolovica i Međedi.

## Stanovništvo
Prema popisu stanovništva iz 2011. godine, Moravice imaju 664 stanovnika. Na prethodnom popisu iz 2001. godine imale su 797 stanovnika, što znači da se pučanstvo smanjilo za 16,7 %.
| broj stanovnika | 477   | 638   | 131   | 349   | 515   | 773   | 832   | 1241  | 734   | 974   | 916   | 956   | 814   | 841   | 797   | 664   | 509   |
|                 | 1857. | 1869. | 1880. | 1890. | 1900. | 1910. | 1921. | 1931. | 1948. | 1953. | 1961. | 1971. | 1981. | 1991. | 2001. | 2011. | 2021. |

## Povijest
Početkom 16. stoljeća zbog turskog pustošenja Gorskim kotarom staro stanovništvo Gomirja, Vrbovskog i Moravica gotovo je nestalo. Vlasi su iz Like prelazili na kršćansku stranu, zbog čega je general karlovački Josip Turn 1585. godine, predložio da se ti Vlasi nasele u Moravici, a zemljište da se kupi od knezova Zrinskih. Radi obrane od Turaka krajiške vlasti od 1599. godine u nekoliko navrata iz Bosne, Like i Sjeverne Dalmacije dovode Vlahe, koji su na području Vojne granice bili toliko brojni da je Ferdinand II. 1630. godine donio Vlaške statute kojim je odobrio da Vlasi naseljeni u Križevačkoj, Koprivničkoj i Ivanićkoj kapetaniji zadržavaju povlastice, koje su imali u Osmanskom Carstvu. U početku 17. stoljeća Moravice su naseljene i izbjeglim stanovništvom iz Pounja, koje je bilo pretežito pravoslavne vjeroispovijesti. Naselje se počelo snažnije razvijati zbog izgradnje željezničke pruge Zagreb–Rijeka preko Karlovca i Ogulina. Izgrađena je ložionica i druga željeznička postrojenja.
Dana 25. kolovoza 1941. donesena je Naredba o promjeni imena imena mjesta i upravne općine Srpske Moravice u Hrvatske Moravice.

## Gospodarstvo
U gospodarstvu u Moravicama uvelike prevladava željeznica.

## Obrazovanje i kultura
- Osnovna škola “I. G. Kovačić, Vrbovsko", Područna škola Nikole Tesle, Moravice
- Željeznička tehnička škola Moravice
- Učenički dom (110 učenika)
- KUD »Željezničar«
- Folklorna skupina Moravice[10]

## Šport i rekreacija
- NK Željezničar Moravice, nogometni klub
- Kuglački klub »Željezničar«
- Ženski kuglački klub »Željezničar«
- Školski športski klub ŽTŠ Moravice
- Planinarsko društvo »Željezničar«

## Poznate osobe
- Pero Kvrgić, hrv. glumac, rođen 4. ožujka 1927. u Moravicama
- Đorđe Petrović, hrv. akademski slikar, rođen 5. kolovoza 1933. u Moravicama
- Vasilije Matić, hrv. znanstevnik iz područja šumarstva, rođen u Moravicama
- Đorđe Kangrga, hrv. glazbenik, rođen 16. ožujka 1945., odrastao u Moravicama
- Snježana Pejčić, hrv. vrhunska športašica, rođena 13. srpnja 1982. u Rijeci
- Slavko Kvaternik, hrv. bivši austro-ugarski pukovnik, hrvatski političar, vojskovođa NDH, ustaški krilnik, doglavnik, ministar Hrvatskog domobranstva, rođen 25. kolovoza 1878. u Moravicama
- Vladika Danilo Jakšić, rođen u Moravicama 7. siječnja 1715.[11]
- Marija Fabek, hrvatska domovinska i iseljenička književnica

## Znamenitosti i zanimljivosti
- Hram Sv. Velikomučenika Georgija

## Vanjske poveznice
- www.moravice.com  Arhivirana inačica izvorne stranice od 5. kolovoza 2018. (Wayback Machine), stranice Foruma Mladih Moravice

### Članci
- Samardžija, Marko. 2003. Promjene imena hrvatskih naseljenih mjesta od mjeseca travnja do kraja godine 1941. Folia onomastica Croatica. Filozofski fakultet Sveučilišta u Zagrebu. Zagreb.  (12/13): 425–432